# Брествторчермет (футзальный клуб)
«Брествторчермет» — белорусский футзальный клуб из Бреста. Клуб основан в 2011 году. Прекратил своё существование в 2015 году. Чемпион Беларуси, двукратный обладатель кубка Беларуси.

## История
Клуб создан в 2011 году при предприятии «Брествторчермет», входящем в белорусское государственное объединение «Белвтормет». За первые три сезона клуб занимал второе место в чемпионате Белоруссии, а затем в 2015 году стал чемпионом. Одновременно в сезонах 2012/13 и 2014/15 клуб стал обладателем Кубка Беларуси. Выиграв оба главных трофея, клуб был расформирован.

## Достижения
- Чемпионат Беларуси:

 Чемпион: 2014/15
 2 место: 2011/12, 2012/13, 2013/14
- Кубок Беларуси:

 Обладатель: 2012/13, 2014/15